# Monument comemorativ de război (Onești)
Monument comemorativ de război este un monument amplasat în Onești, raionul Strășeni, Republica Moldova. Este un monument istoric de importanță națională inclus în Registrul monumentelor Republicii Moldova ocrotite de stat cu nr. 1397 (raionul Strășeni).